# Машина за почистване на памука
Машината за почистване на памука (на английски: Cotton Gin) е обработваща машина, която отделя памучните влакна от памучните семена. Изобретена и патентована през 1793 г. от американския изобретател Илай Уитни. До изобретяването и внедряването на тази машина са използвани ръчни приспособления за почистване с използване на метални или дървени ролки, които издърпват влакната на памука. Този вид приспособления (машини) са подходящи за дълговлакнест памук и са с ниска производителност. В България всички видове машини за почистване на памука са наричани „маган“, като съответно могат да бъдат валцови или трионни.

## Конструкция
Машината, изобретена съгласно патента и наречена котон джин, представлява дървен сандък, в който се въртят два цилиндрични вала. На предния се поставени дискове, подобни на циркуляри със зъби, изпълняващи ролята на куки, които издърпват памучните влакна. На задния вал се намират четки. Над тези два вала се намира сандък, дъното на който представлява сито, направено от пръчки като скара, между които преминават циркулярните дискове. При поставяне на памука, съдържащ семена в сандъка, зъбите захващат влакната, прекарват ги през подобната на скара решетка и въртейки се със скорост около 300 оборота в минута, ги подават към намиращите се отзад четки на втория цилиндричен вал. Вторият вал се върти със скорост от 1000 – 1200 оборота в минута и създава тяга, достатъчно силна за да отдели памука от четките. Четките отстраняват и свободните памучни влакна, за да се предотврати задръстване. Малките машини работят като са задвижвани на ръка, а по-големите са задвижвани от конска или водна тяга. Тази конструкция на машината позволява обработката на късовлакнест и средновлакнест памук, отглеждан с предимство в южните щати.

## Социално-икономически ефекти от изобретението
Това е изобретение оказва съществено влияние на световната икономика в своето време, като многократно поевтинява процеса на производство на памук.
За САЩ ефектът от машината котон джин е много голям, тъй като от една страна служи за тласък за промишлената революция в северните щати и от друга страна рязко повишава икономическата ефективност на робовладелската икономическа система на южните щати. Това допринася косвено за противоречията между северните и южните щати и става една от причините за Гражданската война в САЩ.